# Stor-Rörtjärnen (Mörsils socken, Jämtland)
Stor-Rörtjärnen är en sjö i Åre kommun i Jämtland och ingår i Indalsälvens huvudavrinningsområde. Sjön har en area på 0,0784 kvadratkilometer och ligger 596,8 meter över havet. Stor-Rörtjärnen ligger i Järvdalen Natura 2000-område. Sjön avvattnas av vattendraget Rörtjärnbäcken.

## Delavrinningsområde
Stor-Rörtjärnen ingår i det delavrinningsområde (700681-138877) som SMHI kallar för Mynnar i Håckrenmagasinet. Medelhöjden är 675 meter över havet och ytan är 5,98 kvadratkilometer. Räknas de 4 avrinningsområdena uppströms in blir den ackumulerade arean 14,46 kvadratkilometer. Rörtjärnbäcken som avvattnar avrinningsområdet har biflödesordning 3, vilket innebär att vattnet flödar genom totalt 3 vattendrag innan det når havet efter 292 kilometer. Avrinningsområdet består mestadels av skog (60 procent) och kalfjäll (32 procent). Avrinningsområdet har 0,08 kvadratkilometer vattenytor vilket ger det en sjöprocent på 1,3 procent.